# 도널드 브래드먼

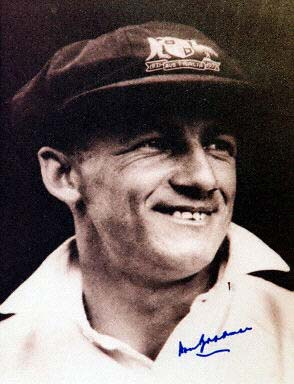

도널드 조지 브래드먼 경(영어: Sir Donald George Bradman, AC, 1908년 8월 27일 ~ 2001년 2월 25일)은 오스트레일리아의 크리켓 선수이다. 더 돈(The Don)이라는 별명으로 잘 알려져 있으며, 크리켓 역사상 가장 위대한 배츠맨 중 한 명으로 꼽히고 있다. 특히 테스트 크리켓에서의 통산 타율이 99.94로, 역대 선수 중에서 가장 높다.

## 서훈
- 1949년 기사작위(Knight Bachelor) 서임[3]
- 1979년 오스트레일리아 훈장 컴패니언(AC, Companion of the Order of Australia)

## 주해
1. ↑  이에 따라, 돈 브래드먼(Don Bradman)으로도 불린다.